# Halland
Halland és una província sueca que pertany a la zona de l'Oest de Götaland. Hi pertanya el comtat de Halland, que s'estrena dins de fronteres similars.

## Geografia
Amb els comtats de Dalsland, Bohuslän, Västergötland componen el sud-oest de Suècia, a prop de la frontera de Noruega. Halland té una extensió de 4.787 km² i 314.212 habitants (l'any 2014) i és la província costanera que es troba al sud de Göteborg. L'economia principal està centrada en l'agricultura, malgrat que durant el segle xx el turisme nacional li donà més fama, gràcies a les seves llargues platges de sorra.
Aquesta província té molts boscos i praderes. Entre els rius que passen per la província està el riu Ätran, molt conegut per la pesca del salmó. Els altres rius majors de la província són Viskan, Nissan i Lagan.

## Història
Des de 1719, Halland passà a denominar-se ducat i el títol ha estat emprat per membres de la Familia Reial de Suècia.
A part de ser un lloc molt conegut per l'alta societat sueca, Halland té uns castells i casals dels més interessants del sud del país.
El darrer titular del ducat de Halland fou el príncep Bertil de Suècia.

## Llocs d'interès
Es poden visitar molts de llocs de gran interès històric. Gràcies al turisme que visita Halland, s'han reformat velles cases de pescadors i està preparada per rebre visitants tots els estius.
- Ciutat de Kungsbacka i el seu castell Tjolöholms.
- Ciutat de Varberg i els seus banys freds curatius. Ciutat fundada en el segle xiii.
- Ciutat de Falkenberg. És interessant conèixer la seva ceràmica, el Museu Falkenbergs d'Etnologia i el Far Morups Tange.
- Ciutat de Halmstad i el seu castell. Es visita el Museu de la Diputació, el Tripikcenter ple d'ocells i el parc amb maquetes de diversos edificis més emblemàtics del país.
- Poble de Laholm i el seu ajuntament. El poble té una arquitectura de quan la zona era de domini danès.